# Opus testaceum

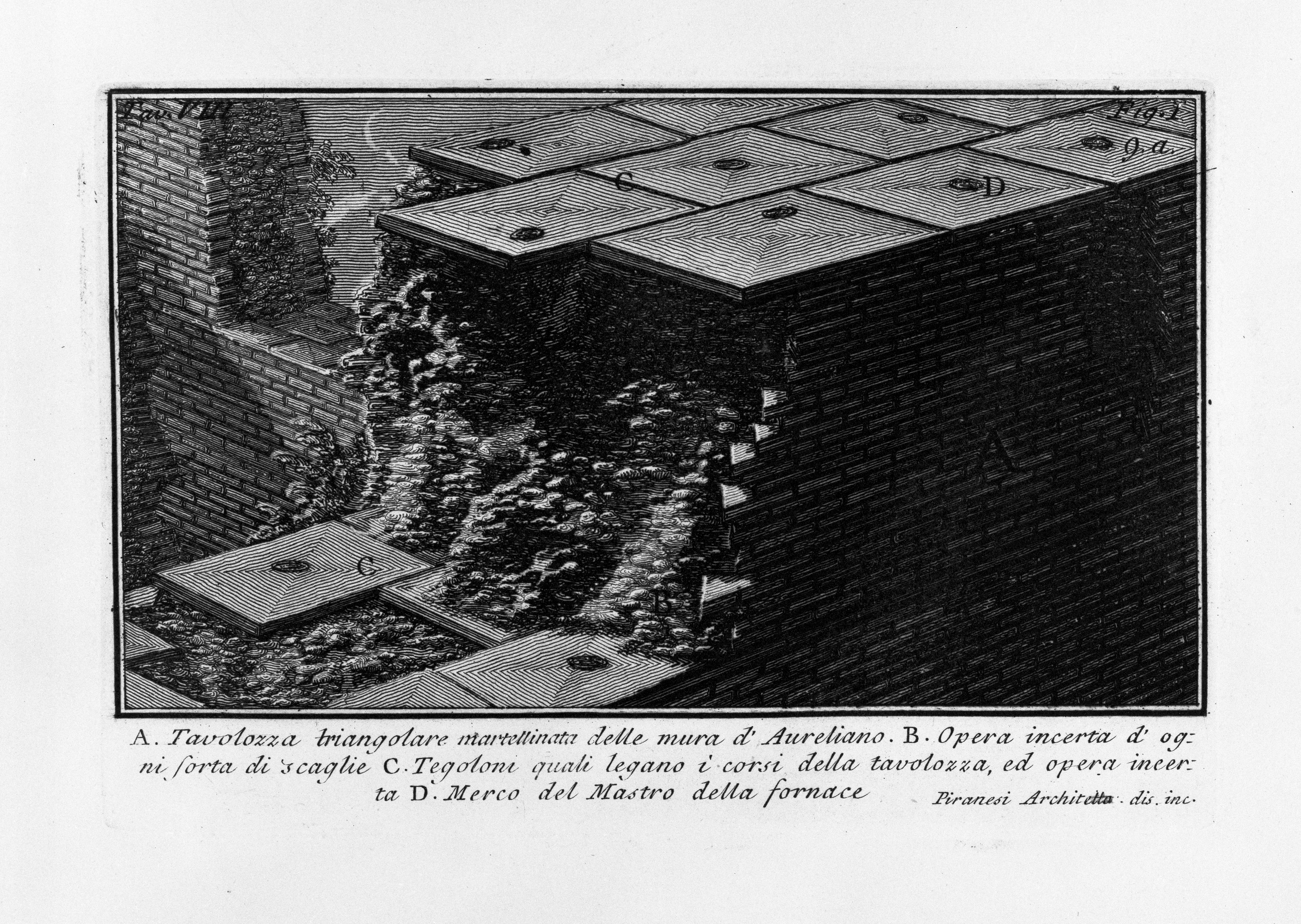
Gravure van Piranesi waarop een opengewerkte opus testaceum-muur is te zien.

Opus testaceum "baksteenwerk" is een vorm van Romeins siermetselwerk waarbij lagen met opus latericium werden afgewisseld met lagen bipedales, grote vierkante bakstenen.
Dit soort muren bestond voor een groot gedeelte uit opus caementicium ofwel Romeins beton. In het kistwerk werden aan de buitenkanten diagonaal gebroken bakstenen gelegd, met de lange zijde aan de buitenkant. Alleen op de hoeken werden hele bakstenen gebruikt. Meestal gebruikte men hiervoor lateres bessales, twee derde voets bakstenen. Romeins bakstenen waren meestal vierkant en veel platter dan hedendaagse bakstenen, waardoor ze meer op vloertegels leken. Na een aantal lagen opus latericium werden één of meerdere lagen met bipedales gelegd; grote bakstenen van 2 voet, ongeveer 60 x 60 cm.
Deze methode maakte een snelle bouw van grote constructies mogelijk, waardoor opus testaceum in de eerste eeuw opus reticulatum verdrong als meest gebruikte Romeinse bouwmethode.